# Davor Krapac
Prof. dr. sc. Davor Krapac (Zagreb, 1947. – Zagreb, 2. studenog 2016.), hrvatski pravnik, sveučilišni profesor, sudac Ustavnog suda Republike Hrvatske.
Diplomirao je na Pravnom fakultetu Sveučilišta u Zagrebu 1971. godine. Na istom fakultetu 1973. godine stekao je stupanj magistra znanosti iz kaznenopravnih znanosti te znanstveni stupanj doktora znanosti 1980. godine obranivši disertaciju pod naslovom "Neposredni i posredni dokazi u kaznenom postupku". Pravosudni ispit položio 1973. godine.
Prije prvog izbora za astistenta na Pravnom fakultetu u Zagrebu (1973.) radio kao odvjetnički vježbenik u Zagrebu. Od 1978. godine znanstveni asistent, docent, redoviti profesor, a od 1998. godine izabran u trajno znanstveno-nastavno zvanje redovitog profesora na Katedri za kazneno procesno pravo Pravnog fakulteta Sveučilišta u Zagrebu. U akademskim godinama 2001./02. i 2002./03. obnašao je dužnost dekana Pravnog fakulteta u Zagrebu, te obavljao određene administrativne dužnosti u radnim tijelima Senata Sveučilišta u Zagrebu.
Predaje i na poslijediplomskom studiju iz kaznenopravnih znanosti, kao i na drugim poslijediplomskim studijima (iz autorskog, obiteljskog i europskog prava). Na Pravnom fakultetu Sveučilišta u Mariboru predavao je kolegij kazensko procesno pravo u redovitoj nastavi od 1992. do 1997. godine, a pojedinačna predavanja održavao je na pravnim fakultetima sveučilišta u Ljubljani, Sarajevu i Grazu. Na Visokoj policijskoj školi MUP RH u Zagrebu nostielj je kolegija Kazneno procesno pravo od 1997. godine.
Od 1991. godine predsjednik je Predsjedništva (kasnije Upravnog odbora) Hrvatskog udruženja za kaznene znanosti i praksu. Pokretač je i glavni urednik jedinog hrvatskog specijalističkog časopisa za kaznenopravne znanosti "Hrvatski ljetopis za kazneno pravo i praksu". Zajedno s Odborom za izdavačku djelatnost MUP RH pokrenuo je 1998. godine u okviru Udruženja znanstveno-stručnu biblioteku "Vladimir Bayer" za područje kaznenopravnih znanosti.
1999. godine utemeljio je Hrvatsku udrugu za europsko kazneno pravo kojoj je cilj pripremati domaću stručnu javnost na promjene koje stoje pred Republikom Hrvatskom i postupku pridruživanja Europskoj uniji na području kaznenog prava i pravosuđa. Od 2003. godine predsjednik je Upravnog vijeća Centra za ljudska prava u Zagrebu.
Bio je članom Ustavne komisije Sabora koja je pripremila tekst Ustava Republike Hrvatske. Od 1994. do 2000. godine bio je članom Državnog sudbenog vijeća. Od 2000. do2003. godine bio je ekspertnim članom Odbora za pravosuđe Hrvatskoga sabora. Od 2003. do 2007. godine bio je vanjski član Odbora za Ustav, poslovnik i politički sustav Hrvatskoga sabora. 2000. godine izabran je za stalnog vanjskog znanstvenog savjetnika Ustavnog suda RH. Od 2001. do 2005. bio je članom Državnoodvjetničkog vijeća. 
Od 20. svibnja 2004. član je suradnik Razreda za društvene znanosti HAZU, a od 7. studenog 2001. član je Akademije pravnih znanosti Hrvatske. 30. svibnja 2001. godine dobio je godišnju državnu nagradu za znanost Republike Hrvatske.
Za sudca Ustavnog suda Republike Hrvatske izabran je 2007. godine, a osmogodišnji madnat započeo je 9. srpnja 2007. godine. Dužnost ustavnog sudca obnašao je do 2016.
Objavio je 10 knjiga ili samostalnih publikacija te preko 60 znanstvenih i stručnih članaka u domaćim te nekim inozemnim (Njemačka, Nizozemska, Italija, Kanada, Slovenija, Makedonija, Španjolska) pravnim časopisima. Radovi se, osim na temeljne kaznenoprocesne teme, odnose na prava čovjeka i uređenje kaznenog postupka, pravo o činjenicama i njihovom utvrđivanju u kaznenom postupku, poredbeno kazneno procesno pravo, pravosudno statusno pravo, međunarodno kazneno pravo i materijalno kazneno pravo.V ažnije knjige: Neposredni i posredni dokazi u krivičnom postupku (1982.), Kompjuterski kriminalitet (1992.), Engleski kazneni postupak (1995.), Međunarodni sud za ratne zločine na području bivše Jugoslavije (1995), Zakon o kaznenom postupku (1998., 1999., 2000., 2002., 2003.); Kazneno procesno pravo, prva knjiga: Institucije (2000., 2003.). 